# Emmelia
Emmelia — это род бабочек из семейства совки.

## Таксономия
Emmelia — родовое название для группы бабочек подсемейства Acontiinae (совки). Однако его статус остается неопределенным. Название Emmelia также известен как подрод в роде Acontia и иногда считается синонимом Acontia.

## Виды
- Emmelia deleta Staudinge, 1877
- Emmelia fascialis Hampson, 1894
- Emmelia trabealis Scopoli, 1763
- Emmelia viridisquama Guenée, 1852